# Оти (Калвадос)
Оти (фр. Authie) насеље је и општина у северној Француској у региону Доња Нормандија, у департману Калвадос која припада префектури Кан.
По подацима из 2011. године у општини је живело 1441 становника, а густина насељености је износила 448,91 становника/km². Општина се простире на површини од 3,21 km². Налази се на средњој надморској висини од 65 метара (максималној 73 m, а минималној 60 m).

## Демографија
| 1962. | 1968. | 1975. | 1982. | 1990. | 1999. | 2011. |
| ----- | ----- | ----- | ----- | ----- | ----- | ----- |
| 414   | 514   | 571   | 645   | 780   | 983   | 1.441 |

График промене броја становника у току последњих година